# راولپندی

شهر راولپندی () در فلات پوتوار، در نزدیکی پایتخت پاکستان (اسلام‌آباد) و در ۲۷۵ کیلومتری شمال غرب لاهور قرار گرفته و یکی از شهرهای استان پنجاب است.
این شهر، مهم‌ترین شهر نظامی پاکستان محسوب می‌شود و پس از سال ۱۹۶۰ که اسلام‌آباد بنا گردید، به همین منظور انتخاب گردید. شهر راولپندی یکی از مهم‌ترین شهرهای صنعتی پاکستان می‌باشد و تعداد زیادی از شهرک‌ها و کارخانجات صنعتی را در خود جای داده است. فرودگاه بین‌المللی اسلام‌آباد، در واقع در داخل این شهر واقع شده‌است و این امر، راولپندی را به یک شهر مهم تبدیل کرده‌است. این شهر یکی از مراکز مهم تجاری در کل کشور است. جمعیت شهر راولپندی نزدیک به۳٬۰۳۹٬۵۵۰ نفر برآورد شده‌است که پس از شهرهای کراچی، لاهور و فیصل‌آباد چهارمین شهر پرجمعیت پاکستان است.